# Bobby Cheng
Bobby Cheng (Hamilton, 20 marzo 1997) è uno scacchista australiano di origine neozelandese.
Ha conseguito il titolo FIDE di Grande Maestro in marzo 2019.
Nel 2007 si è trasferito in Australia e da allora gioca per tale paese in tutte le competizioni.

## Principali risultati
- 2007 –  3° nel Campionato del mondo U10 di Antalya;
- 2009 –  vince a Kemer in Turchia il Campionato del mondo U12;[2]
- 2010 –  in gennaio vince in campionato australiano juniores;
- 2011 –  vince il campionato dello stato del Victoria, davanti al GM Darryl Johansen;
- 2012 –  pari primo nel campionato australiano con Anton Smirnov;
- 2013 –  in gennaio vince il campionato australiano open;
- 2016 –  vince il Campionato australiano a Melbourne;[3]
- 2017 – in marzo ottiene la 1a norma di GM nel torneo di Batavia (1° con 6,5 /9)[4];
 in dicembre ottiene la 2a  norma di GM nel torneo di Adelaide[5]
- 2018 – in dicembre ottiene la 3a norma di GM nel torneo di Melbourne;[6]
- 2019 – in dicembre vince con 9 /9 il torneo Australian Young Masters.
- 2022 - in agosto con 8 su 10 è 3º, per spareggio tecnico, nel XXIII Open Internacional de Sants - Ciutat de Barcelona.[7]